# Стари надгробни споменици у Полому
Стари надгробни споменици у Полому (Општина Горњи Милановац) обухватају старе надгробнике на сеоском гробљу и два усамљена надгробника на потесу Брезје. Сачувани споменици одликују се знатним варијететом форми чиме представљају драгоцен извор за проучавање народног каменореза 19. века и почетка 20. века.

## Полом
Планинско село Полом налази се у северозападном делу општине Горњи Милановац, на јужним падинама планине Сувобора. Северни део села простире се на подгоринама сувоборског Рајца. Управо у Полому је и највиши сувоборски врх, надморске висине 848 m. Полом се граничи са атарима горњомилановачких села Теочин, Горњи Бањани, Горњи Бранетићи и Брајићи и љишким селима Славковица и Ба. Насеље је разбијеног типа и има шест заселака: Бубовац, Бубовачки поток, Драшкиће, Шишковац, Пањеве и Брезје. Полом је најнасељенији у свом југоисточном делу, где је и административни центар села.
Полом припада расељеним селима. Први пут се помиње у турском дефтеру из 1525. године. Од Првог српског устанка века започиње поновно насељавање ових простора становништвом из Старог Влаха, Босне и околине Ужица
У полому је рођен Милорад Драшковић, министар унутрашњих послова Краљевине СХС и аутор Обзнане, правног акта објављеног 29. децембра 1920. године, којим се забрањује рад Комунистичке партије Југославије и радничких синдиката.
Сеоска слава је Бели Петак.

## Стари надгробни споменици

### Сеоско гробље
Сеоско гробље налази се на Угарици, на крају села. За гробље се тврди да је било „маџарско”, са већим бројем споменика без натписа, само са урезом грчког крста. Већи број старих споменика је оборен на земљу и препуштен пропадању.
Споменици из 19. и првих деценија 20. века уклапају се у опште стилске и техничке одлике каменореза таковског и ваљевског краја. Најстарија надгробна обележја су у виду ниских, геометријски обрађених комада камена. Највише је споменика у облику стуба са или без покривке са урезима великих удвојених крстова, епитафа и понеким ликом покојника. Хронолошки следе споменици у виду вертикалних плоча надвишених крстом, стубови од пешчара пирамидалним завршетком и заобљене вертикалне плоче од беличастог камена налик мермеру. Уклесани натписи чине драгоцен извор за проучавање генезе становништва овог краја.
На поломском гробљу налазе се два споменика таковског каменоресца Јована Томића. На споменику војника Панта Деспотовића погинулом на Јавору Томић је уклесао редак песнички исказ:
РАСТАВИ СЕ СА ЗЕМАЉСКИМ СВЕТОМ И ОТИДЕ КА ВЕЧНОМ ЖИВОТУ
а на споменику чаругџијског мајстора Арсенија Деспотовића из Полома који је 1878. године у пожару изгорео заједно са својим шегртом, сведочанство да је
ПРИМИО ВЕНАЦ МУЧЕНИЈА У СВОЈОЈ КУЋИ.

### Крајпуташи
У селу нема регистрованих крајпуташа.

### Усамљени надгробници
На њиви фамилије Савчић потесу Брезје налазе се два стара надгробника, удаљени један од другог непуна три метра. Без икаквих су натписа, са урезима грчких крстова. Споменици су подигнути двојици побратима из фамилија Савчић и Костић, које веже необично породично предање.